# Félix Ciccolini

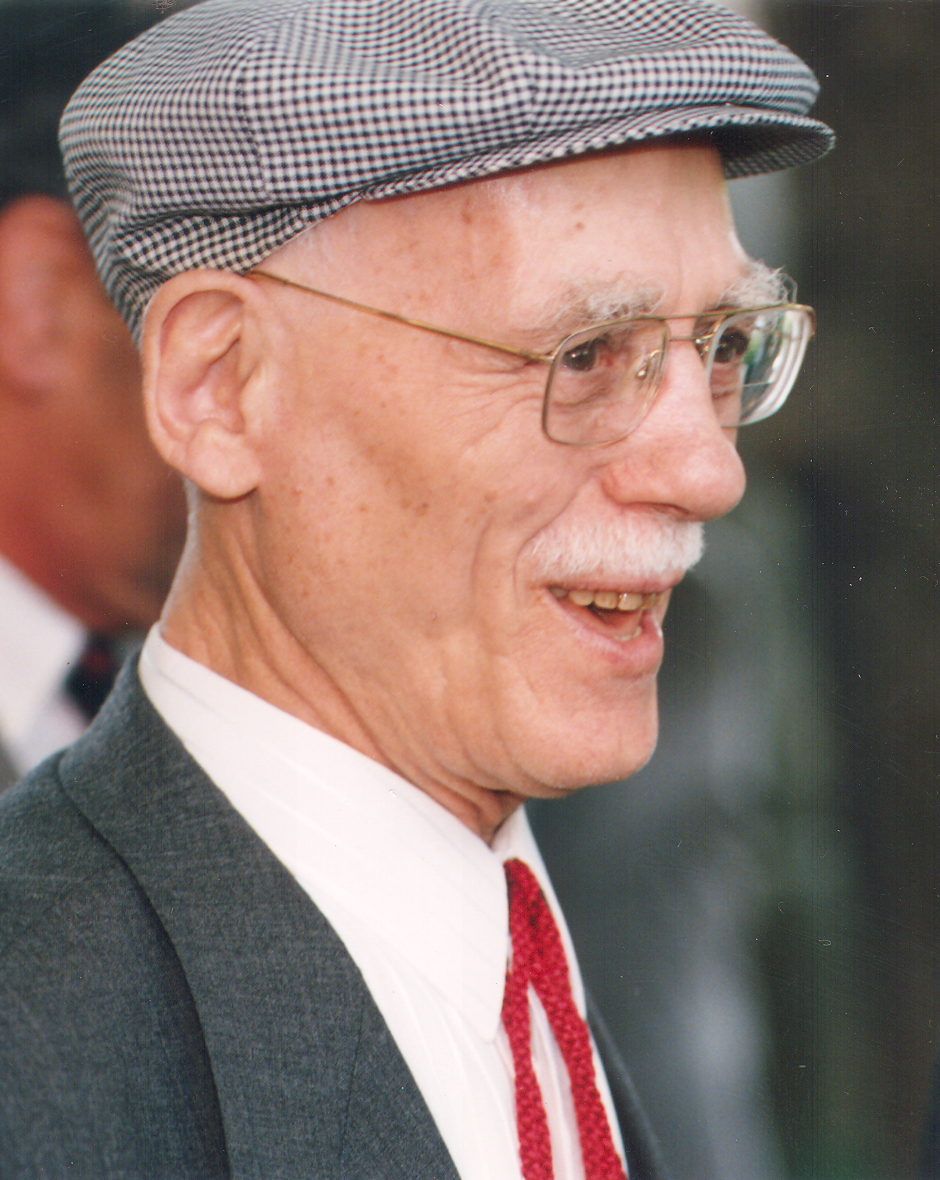
Ciccolini

Félix Ciccolini (* 2. Oktober 1916 in Cozzano auf Korsika; † 1. Mai 2010 in Ajaccio) war ein französischer Politiker und Bürgermeister von Aix-en-Provence. Von 1971 bis 1989 war er Mitglied des Senats.
Ciccolini, im Süden der Insel Korsika geboren, arbeitete nach Abschluss seines Jurastudiums ab 1938 als Anwalt in Aix-en-Provence. Zunächst engagierte er sich für die SFIO, später für die daraus hervorgegangene PS. Im Jahr 1953 zog er in den Stadtrat von Aix-en-Provence ein. Von 1964 bis 1988 vertrat er außerdem den Wahlkreis (Kanton) Aix-Nord-Est im Generalrat des Départements Bouches-du-Rhône. Bei den Kommunalwahlen im Jahr 1965 trat Ciccolini als Spitzenkandidat der Sozialisten an. Nachdem er mit hauchdünnem Vorsprung geschlagen worden war, focht er dieses Ergebnis gerichtlich an. Im Jahr 1967 wurden die Sozialisten zu den Wahlsiegern erklärt, womit Ciccolini zum Bürgermeister von Aix-en-Provence wurde. 1971 und 1977 wurde er wiedergewählt. Nachdem das Ergebnis der Wahl von 1977 erneut angefochten worden war, kam es im Jahr 1978 zu einer Wiederholungswahl, welche Ciccolini verlor. Parallel zu seinem Bürgermeisteramt trat er 1971 zu den Senatswahlen an. Dabei konnte er ein Mandat erringen, welches er bei der Wahl im Jahr 1980 verteidigte. Von 1987 bis 1989 war er dort Vizevorsitzender der Rechtskommission. 1989 schied er aus dem Senat aus, da er sich nicht erneut zur Wahl stellte. Danach zog er sich aus der Öffentlichkeit zurück und starb am 1. Mai 2010 in Ajaccio auf Korsika.

## Schriften
- Histoire de Cozzano. 1800-1935. A. Piazzola, Ajaccio 1996, ISBN 2-907161-29-6